# Vol Arrow Air 1285R
Le vol Arrow Air 1285R est un vol charter international, assuré par la compagnie aérienne américaine Arrow Air (en), transportant des troupes américaines, principalement des membres de la 101e division aéroportée ayant accompli une mission de six mois au sein de la Force multinationale et observateurs au Sinaï, depuis l'aéroport international du Caire vers leur base de Fort Campbell (en), dans le Kentucky, avec plusieurs escales prévues à Cologne, en Allemagne de l'Ouest, et Gander, à Terre-Neuve. 
Le matin du 12 décembre 1985, peu après son décollage de l'aéroport international de Gander, le Douglas DC-8 assurant le vol s'est écrasé et a pris feu à moins d'un kilomètre de la piste de décollage, non loin du lac de Gander, ne laissant aucun survivant parmi les 248 passagers et 8 membres d'équipage qui étaient à bord. 
Il s'agit de la plus grande catastrophe aérienne survenue au Canada, du deuxième accident aérien le plus meurtrier impliquant un DC-8, ainsi que du pire crash qu'ait subit l'armée américaine en temps de paix.

## Avion et équipage

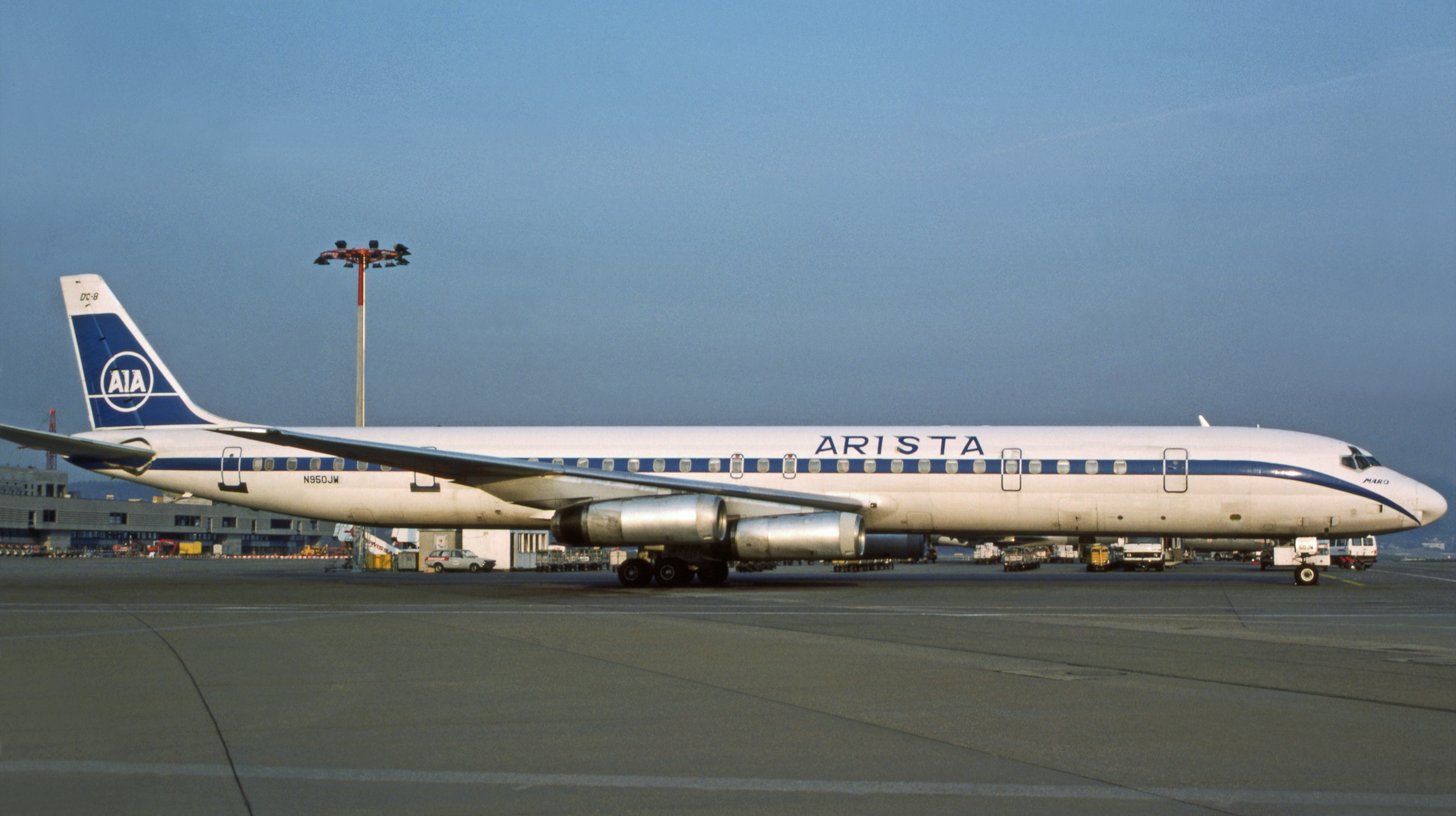
L'appareil impliqué dans l'accident, alors qu'il était encore en service chez Arista International Airlines, à l'aéroport international de Zurich en avril 1984.

L'appareil impliqué est un Douglas DC-8-63CF immatriculé N950JW (numéro de série 46058/433), qui a été fabriqué en 1969 et a d'abord été livré à Eastern Air Lines, puis loué à d'autres compagnies aériennes avant d'être loué à Arrow Air (en), via son propriétaire/société mère, International Air Leases. Cet avion de ligne long-courrier, propulsé par quatre moteurs Pratt & Whitney JT3D-7, totalisait 50 861 heures de vol au moment de l'accident.
L'équipage assurant ce vol est composé du commandant de bord John Griffin (45 ans), qui totalise 7 001 heures de vol à son actif, dont 1 081 heures sur Douglas DC-8 ; du copilote John Connolly (45 ans), cumulant 5 549 heures de vol, dont 918 heures sur DC-8 ; du mécanicien navigant Michael « Mike » Fowler (48 ans), totalisant 9 436 heures de vol, dont 1 732 heures sur DC-8 ; on compte également cinq membres du personnel navigant commercial (PNC) en cabine.

## Déroulement du vol
Le vol 1285R était effectué en trois étapes, avec des escales de ravitaillement prévue à Cologne et à Gander. Le DC-8 a quitté l'aéroport international du Caire à 20 h 35 UTC, le 11 décembre 1985, et est arrivé à l'aéroport Konrad-Adenauer de Cologne/Bonn, le 12 décembre, à 01 h 21 UTC.
Un nouvel équipage, composé du commandant Griffin, du copilote Connelly et de l'ingénieur de vol Fowler, est monté à bord de l'avion avant son départ pour Gander, à 02 h 50 UTC. L'appareil est ensuite arrivé à l'aéroport international de Gander à 09 h 04, où les passagers ont quitté l'avion pendant que le ravitaillement en carburant. Des témoins ont rapporté que l'ingénieur de vol a procédé à une inspection externe de l'avion, après quoi les passagers sont remontés à bord.
Le vol 1285R a entamé son décollage sur la piste 22 de l'aéroport international de Gander, à partir de l'intersection de la piste 13, à 10 h 15 UTC. Il a effectué sa rotation près de la voie de circulation A, 51 secondes plus tard, à une vitesse d'environ 167 nœuds (309 km/h). 
Plusieurs témoins ont rapporté que l'avion avait du mal à prendre de l'altitude après la rotation. Une fois en vol, la vitesse a atteint 172 nœuds (319 km/h), avant de diminuer à nouveau, provoquant la descente rapide du DC-8. Après avoir survolé la route transcanadienne, située à environ 270 m de l'extrémité de la piste 22, à très basse altitude, l'assiette de l'avion a augmenté et il a continué à perdre rapidement de l'altitude.
Des témoins conduisant sur l'autoroute ont déclaré avoir vu une lueur brillante émanant de l'avion avant qu'il ne percute la cime des arbres et ne s'écrase au sol, à environ 1 100 m au-delà de l'extrémité de la piste, avec une assiette à cabrer de 21° et à une vitesse de 140 nœuds (259 km/h). 
Le DC-8 s'est disloqué et a explosé sous la violence du choc, laissant un champ de débris de 400 m de long sur 40 m de large et déclenchant un violent incendie alimenté par la grande quantité de carburant, embarqué à bord pour la dernière étape du vol. Les 256 passagers et membres d'équipage présents à bord ont tous été tués sur le coup.

## Causes de l'accident

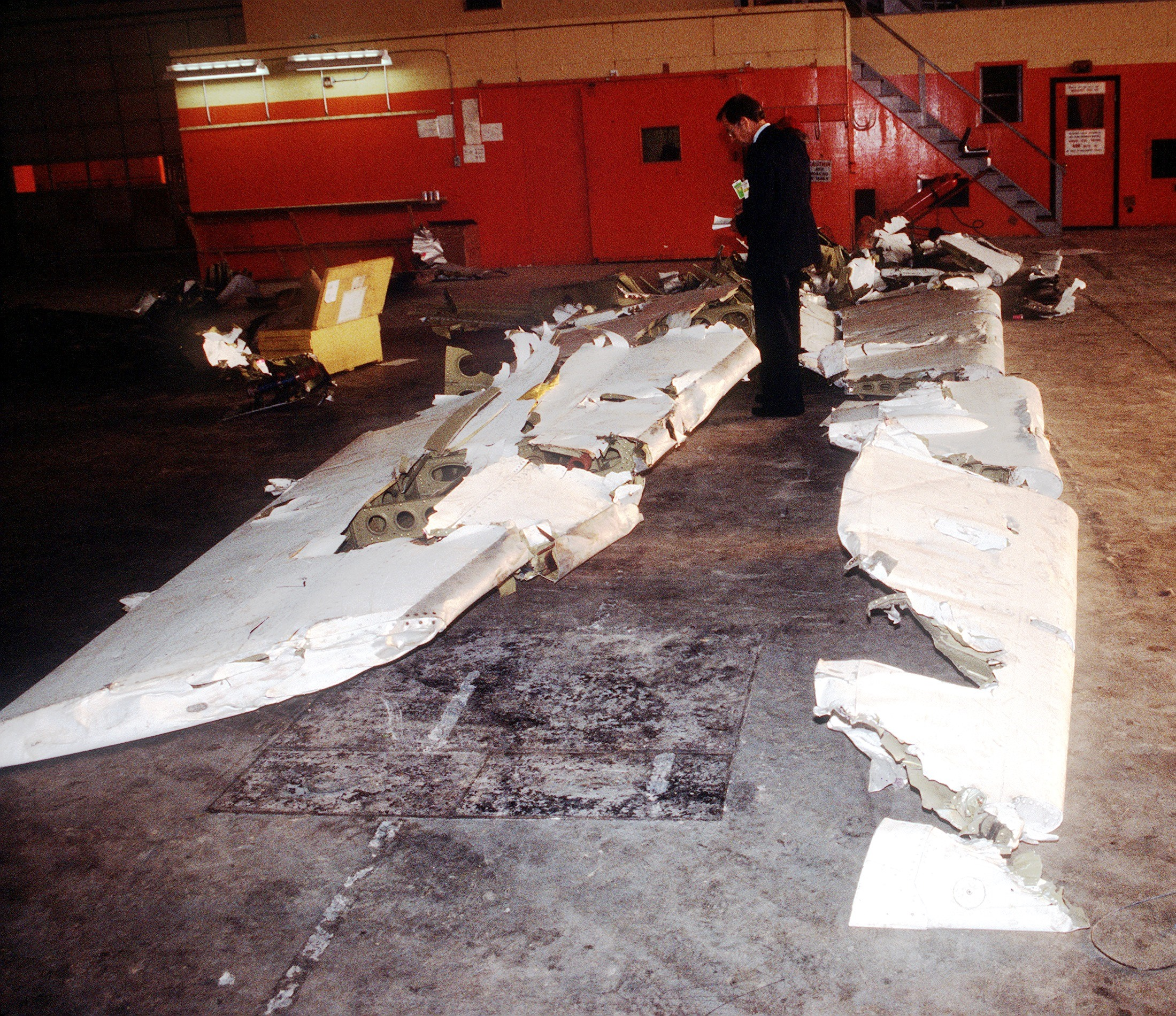
Des débris du vol 1285R, entreposés dans un hangar à l'aéroport international de Gander, le 16 décembre 1985 (quatre jours après l'accident.

### Théorie du givrage
L'enquête fut confiée au Bureau canadien de la sécurité aérienne (CASB) et, dans un rapport signé par cinq de ses neuf membres, a constaté que pendant l'approche vers Gander, les conditions météos et les précipitations étaient favorables à la formation de glace sur les ailes de l'avion. Après l'atterrissage, l'avion a continué d'être exposé à « des précipitations givrantes capables de rendre rugueuse la surface supérieure de l'aile », en plus des températures glaciales présentes à l'aéroport.

Les enquêteurs du CASB a également constaté qu'avant le décollage, malgré les conditions météos, l'avion n'avait pas été dégivré. Le CASB a émis la déclaration suivante, concernant la cause probable de l'accident du vol 1285R, dans son rapport final :

« Le CASB n'a pas été en mesure de déterminer la séquence exacte des événements qui ont mené à ce crash. Il estime cependant que les éléments de preuve étayent la conclusion selon laquelle, peu après le décollage, l'avion a subi une augmentation de la traînée et une réduction de la portance qui ont entraîné un décrochage à basse altitude, dont il n'a pas été possible de sortir. La cause la plus probable du décrochage a été la contamination par la glace du bord d'attaque et de la surface supérieure des ailes. D'autres facteurs possibles, comme une perte de poussée du moteur n°4, des vitesses de référence inappropriées et une mauvaise estimation, par l'équipage, du poids des passagers et de l'équipement embarqués à bord avant le décollage, peuvent avoir aggravé les effets du givrage. »

Le rapport a également souligné le manque de donnée provenant de l'enregistreur de données de vol (FDR), qui était un ancien modèle à bande magnétique, qui n'enregistrait que la vitesse, l'altitude, le cap et les forces d'accélération verticale. Le DC-8 a également décollé avec un microphone hors service dans le poste de pilotage. Aucune des listes de vérification standard ne comportait d'étapes permettant de tester la fonctionnalité du microphone, malgré l'existence d'un bouton dans le cockpit à cette seule fin. Le défaut est passé inaperçu pendant un nombre indéterminé de vols précédant le jour de l'accident, et donc l'enregistreur phonique (CVR) n'a enregistré aucune donnée utile pour les enquêteurs.

### Théorie de l'attentat
Quatre des enquêteurs du CASB publièrent une opinion dissidente, en déclarant que rien ne prouvait que le givrage était à l'origine de l'accident, , et le rapport minoritaire a émis l'hypothèse qu'un incendie en vol, qui aurait pu résulter d'une explosion à bord, d'origine indéterminée, a provoqué des défaillances catastrophiques des principaux systèmes de l'avion avant l'impact.
Le jour du crash, la responsabilité a été revendiquée par l'organisation du Jihad islamique (qui fait partie de facto du Hezbollah), affirmant avoir détruit l'avion pour prouver « sa capacité à frapper les Américains n'importe où dans le monde ». Le Jihad islamique avait déjà revendiqué la responsabilité des attentats de Beyrouth du 23 octobre 1983, qui avaient tué plus de 200 militaires américains. Cette affirmation, formulée par un appel anonyme à une agence de presse française à Beyrouth, a cependant été rejetée par les gouvernements canadien et américain peu après.
Sur les 248 militaires, tous sauf douze étaient membres de la 101e division aéroportée, dont la plupart étaient du 3e bataillon du 502e régiment d'infanterie (en) ; onze autres étaient issus d'autres unités du commandement des forces armées et un autre était un agent du CID.
Un enquêteur indépendant, mandaté par Arrow Air et ancien ingénieur de la NASA, a notamment découvert un trou dans le fuselage, dont le métal était retourné de l’intérieur vers l’extérieur, preuve d’une explosion venant de l’intérieur du DC-8. De plus, il a découvert que les traces d’explosifs recherchés par les analyses des enquêteurs n’incluaient pas les explosifs puissants, de type Semtex. En conclusion, il indiquait que la thèse de l’attentat ne pouvait être exclue de manière définitive.

## Conséquence
Le rapport dissident a entraîné des retards dans les modifications apportées aux procédures de dégivrage dans les aéroports canadiens, ce qui conduit à l'accident du vol Air Ontario 1363, survenue 4 ans plus tard dans des circonstances similaire à celle du vol 1285R.
La cour suprême du Canada a finalement conclu qu’aucune des deux thèses (accident ou attentat) ne pouvait être prouvée de manière définitive. En conséquence, la confiance du public concernant le CASB a été en grande partie ébranlée à la suite de cette enquête. En raison du manque de confiance du public envers les enquêtes menées par le CASB, le gouvernement canadien a fermé le bureau en 1990 et l'a remplacé par un bureau d'enquête indépendant et multimodal, le Bureau de la sécurité des transports du Canada (BST).

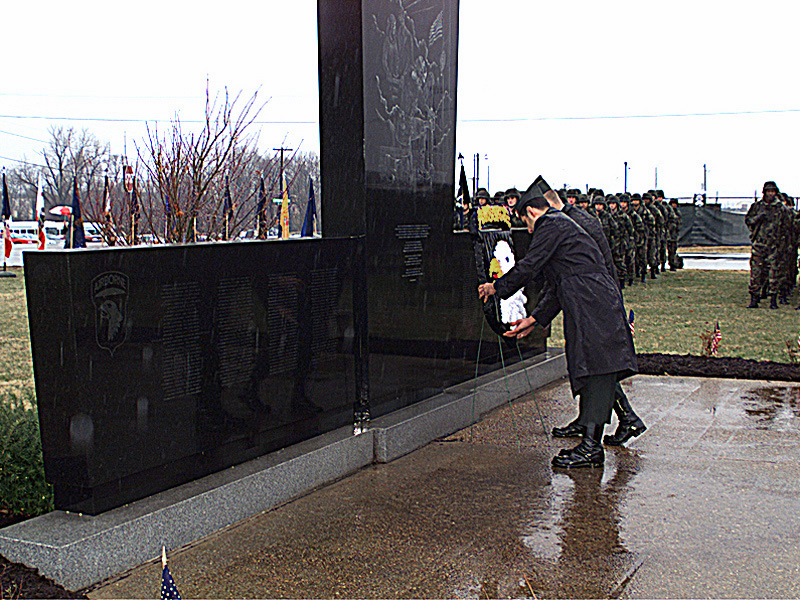
Mémorial en souvenir des victimes du vol 1285R, à.

Un mémorial dédié aux 256 victimes a été érigé sur le lieu de l'accident du vol 1285, qui surplombe le lac de Gander, et un autre mémorial a été également érigé à Fort Campbell (en). Il y a aussi un parc commémoratif à Hopkinsville, dans le Kentucky, juste au nord de Fort Campbell. Depuis 2018, la cicatrice laissée dans la forêt à la suite de l'accident est toujours visible depuis le sol et par satellite.

## Médias
L'accident a fait l'objet d'un épisode dans la série télé Air Crash nommé « Accident controversé » (saison 11 - épisode 3).